# Корж, Павел Диомидович
Павел Диомидович Корж (1904—1968) — советский учёный, кандидат технических наук, профессор.
Автор более 100 научных работ. Область научных интересов — разработка методов физического анализа и контроля отдельных элементов в металлах, сплавах, рудах.

## Биография
Родился 14 декабря (27 декабря по новому стилю) 1904 года в городе Нежине Черниговской губернии.

### Образование
В 1929 году окончил Киевский физико-математический институт (ныне Киевский национальный университет имени Тараса Шевченко), получив специальность «преподаватель физико-математических наук». В 1946 году в Московском институте стали и сплавов (ныне Национальный исследовательский технологический университет «МИСиС») защитил кандидатскую диссертацию на тему «Поведение термоэлектродвижущей силы некоторых сплавов» и в 1947 году получил степень кандидата технических наук. В 1960 году П. Д. Корж был утвержден в ученом звании профессора по кафедре физики Магнитогорского горно-металлургического института (МГМИ, ныне Магнитогорский государственный технический университет).

### Деятельность
В 1931 году пришел работать на кафедру физики Магнитогорского горно-металлургического института. Работал преподавателем физики в 1932—1933 годах, стал заведующим кафедрой в 1934 году и возглавлял её до конца жизни. В 1935 году был руководителем секции научных работников вуза, в 1937 году — председателем месткома. С 1947 по 1955 годы был деканом металлургического факультета. Также работал начальником учебной части, проректором по научной и учебной работе этого вуза.
В результате проведённых учёным исследований, им были предложены принципиально новые методы спектрального анализа: по изменению длительности свечения линии, а также
визуальный метод спектрального анализа по относительной интенсивности линии элемента в двух пробах. С именем Павла Диомидовича Коржа связано развитие нового эффективного метода анализа — термоэлектрического. В последние годы жизни он с коллегами по кафедре успешно занимался разработкой радиометрических методов анализа и их
применением для контроля процессов обогащения и агломерации руд. Являлся членом комиссии по спектроскопии Уральского филиала Академии наук СССР. Воспитал целую плеяду ученых, в числе которых К. З. Финкин, Л. М. Велюс, А. П. Шадрунова, Ю. П. Кочкин, М. Н. Штутман и другие.
Умер в Магнитогорске 19 февраля 1968 года. Был похоронен на Правобережном кладбище города. Позже рядом с ним была похоронена жена — Салтун Вероника Александровна (1906—1990), тоже работавшая преподавателем в МГМИ.
Был награждён награждён орденом Трудового Красного Знамени и медалями, в числе которых «За доблестный труд в Великой Отечественной войне 1941—1945 гг.».
В Российском государственном архиве экономики имеются документы, относящиеся к П. Д. Коржу.